# Hội đồng Lập pháp Đa dân tộc
Hội đồng Lập pháp Đa dân tộc (tiếng Tây Ban Nha: Asamblea Legislativa Plurinacional) là cơ quan lập pháp quốc gia của Bolivia, tọa lạc ở La Paz, nơi đặt chính phủ của quốc gia này.
Quốc hội Bolivia có hai viện, bao gồm Viện Dân biểu (hạ viện hay Cámara de Diputados) và Viện Thượng nghị sĩ (thượng viện hay Cámara de Senadores). Phó Tổng thống Bolivia đương nhiên giữ chức Chủ tịch Hội đồng Lập pháp Đa dân tộc theo cơ chế nghị viên dựa chức. Mỗi viện tự bầu ra những lãnh đạo riêng gồm một chủ tịch, các phó chủ tịch thứ nhất và thứ hai, và ba hoặc bốn thư ký (sao cho tương ứng giữa thượng viện và hạ viện). Mỗi đảng sẽ luôn có một ghế (bancada) dành cho nhà lập pháp của mình. Mỗi nhóm người như vậy được gọi là brigada. Mỗi viện sẽ tự đề xuất và xem xét những ý kiến lập pháp qua ủy ban thuộc viện của mình.
Thượng viện có 36 ghế. Mỗi bộ trong 9 bộ của chính phủ sẽ có 4 thượng nghị sĩ được bầu theo cơ chế đại diện tỷ lệ (bằng phương pháp d'Hondt). (Từ năm 1985 đến năm 2009, thượng viện có 27 ghế gồm 3 ghế cho mỗi khu vực: 2 ghế từ đảng hoặc người có nhiều phiếu bầu nhất, 1 ghế cho đảng đứng thứ hai.) Các thượng nghị sĩ được bầu từ danh sách ứng cử và sẽ giữ chức trong 5 năm. Độ tuổi tối thiểu để ngồi ghế ở thượng viện là 35.
Hạ viện có 130 ghế, được bầu theo cơ chế đầu phiếu đa số tương đối nhưng có thể được bổ sung: 70 dân biểu được bầu để đại diện cho các khu vực bầu cử chỉ có một ứng viên, 7 trong số đó là ghế của người bản địa hoặc người Campesino được bầu bởi các nhóm dân tộc thiểu số, 60 ghế được bầu theo cơ chế đại diện tỷ lệ từ danh sách ứng viên của các đảng, tương ứng với vị trí ở các bộ. Các dân biểu cũng có nhiệm kỳ 5 năm và phải ít nhất 25 tuổi vào ngày bầu cử. Danh sách ứng viên từ đảng phải có luân phiên giữa nam và nữ, ở các khu vực chỉ có một đại biểu thì nam phải tranh cử với nữ dự khuyết và ngược lại. Ít nhất 50% số đại biểu từ các khu vực một thành viên phải là nữ.
Thượng nghị sĩ và các dân biểu được bầu theo vị trí ở từng bộ đều được chọn ra dựa trên kết quả bầu cử tổng thống, các dân biểu còn lại được chọn từ kết quả bầu cử theo từng khu vực.
Cơ quan lập pháp trước đây có tên là Đại hội Toàn quốc (tiếng Tây Ban Nha: Congreso Nacional).